# Ноппадол Сангнил
Ноппадол Сангнил (англ. Noppadol Sangnil, род. 9 июля 1977 года) — профессиональный тайский снукерист.

## Карьера
Ноппадол выигрывал чемпионат Азии среди игроков до 21 года в 1996 и 1997, а в 1999 и 2000 был финалистом Азиатского первенства. Стал профессионалом в 2001 году. В сезоне 2009/2010 он возвратился в мэйн-тур после хорошего выступления в серии PIOS, где он дошёл до финала второго турнира и финишировал в итоговом рейтинге седьмым.

### Сезон 2009/2010
На первом рейтинговом турнире сезона, Шанхай Мастерс, Ноппадол дошёл до предпоследнего квалификационного раунда, выиграв у Джеймса Уоттаны и Дэвида Ро. На Гран-при тайский игрок завершил выступление уже в стартовом матче, уступив Майклу Уайту 1:5. Чемпионат Великобритании также завершился для него в первом круге — Ноппадол проиграл Дэвиду Хогану, 8:9.